# Роделас, Серхио
Се́рхио Роделас Пинтор (исп. Sergio Rodelas Pintor; 1 августа 2004, Гранада, Испания) — испанский футболист, полузащитник клуба «Гранада».

## Клубная карьера
15 мая 2024 года Роделас дебютировал за основную команду «Гранады» в матче Чемпионата Испании против «Райо Вальекано» и отличился голевой передачей.